# António Pinho Vargas
António Manuel Faria Pinho Vargas Silva (ComIH) (Vila Nova de Gaia, 15 de agosto de 1951) é um músico e compositor português.

## Biografia
Licenciou-se em História, pela Faculdade de Letras do Porto, e terminou o Curso Superior de Piano do Conservatório da mesma cidade. Posteriormente obteve o mestrado em Composição, pelo Conservatório de Música de Roterdão, onde foi bolseiro da Fundação Calouste Gulbenkian. Em 2010 doutorou-se em Sociologia da Cultura, na Universidade de Coimbra, com uma tese intitulada Música e Poder: para uma sociologia da ausência da música portuguesa no contexto europeu. Foi professor na Escola Superior de Educação do Porto, entre 1990 e 1992, e na Escola Superior de Música de Lisboa, a partir de 1991. Desempenhou funções de assessor na Fundação de Serralves, entre 1994 e 2000, e no Centro Cultural de Belém, entre 1996 e 1998. Destacou-se como compositor clássico, incluindo as gravadas pelo Coro e Orquestra Gulbenkian, Orquestra Metropolitana, Orquestra Sinfónica Portuguesa, Orquestra Sinfónica do Porto, Remix Ensemble, Arditti String Quartet, o Galliard Ensemble, o escocês Royal Academy Brass, a Northern Sinfonia, entre outros.  Foi condecorado com a comenda da Ordem do Infante D. Henrique, em 1995. Em 2012 recebeu o Prémio José Afonso pelo disco Solo II, e o Prémio Universidade de Coimbra pela sua "contribuição para a música contemporânea". Entre as obras mais recentes incluem-se Requiem (2012), Magnificat (2013), De Profundis (2014), Concerto para Violino (2015), Concerto para Viola (2016), Memorial (2018), Sinfonia (subjetiva) (2019), Oscuro (2022), Collections & translations (…varianti…) (2024) e Notebooks (2024). Gravou 11 discos como pianista/compositor: Outros Lugares (1983), Cores e Aromas (1985), As folhas novas mudam de cor (1987), Os Jogos do Mundo (1989), Selos e Borboletas (1991), A Luz e a Escuridão (1996), os CD duplos Solo (2008) Solo II (2009) e Improvisações (2011).Requiem & Judas, Coro e Orquestra Gulbenkian, foi editado pela Naxos (2014) que reeditou nas plataformas digitais a ópera Os Dias Levantados, com libreto de Manuel Gusmão, 8 solistas, Coro do Teatro Nacional de São Carlos e a Orquestra Sinfónia Portuguesa, dir. João Paulo Santos e Verses and Nocturnes (2015). Monodia foi reeditado pela Warner e Magnificat | De Profundis (2017) Coro Gulbenkian e a Orquestra Metropolitana de Lisboa; o Concerto para Violino - Tamila Kharambura, Orquestra Metropolitana de Lisboa (2017) na MPMP e Lamentos, Orquestra Metropolitana de Lisboa, Ana Pereira, violino, Joana Cipriano, viola, Artway Next (2023) vencedor do Prémio Play Melhor Álbum de Música Clássica/Erudita. Compôs 4 óperas, 5 oratórias, 14 peças para orquestra, 9 obras para ensemble, 26 obras de música de câmara, 11 obras para solistas e música para 5 filmes.

## Álbuns
| Ano  | Título                                      |
| ---- | ------------------------------------------- |
| 1983 | Outros Lugares (EMI-VC)                     |
| 1985 | Cores e Aromas (EMI)                        |
| 1987 | As Folhas Novas Mudam de Cor (EMI)          |
| 1989 | Os Jogos do Mundo (EMI)                     |
| 1991 | Selos e Borboletas (EMI)                    |
| 1995 | Monodia (EMI Classics)                      |
| 1996 | A Luz e a Escuridão (EMI)                   |
| 1998 | As Mãos (EMI)                               |
| 2001 | Versos (Strauss, reed. Naxos )              |
| 2003 | Os Dias Levantados (EMI reed Naxos)         |
| 2008 | Graffiti, Six Portraits of Pain, Acting Out |
| 2008 | Solo (DFIE)                                 |
| 2009 | Solo II (DFIE)                              |
| 2010 | Improvisações (solo) (althum.com)           |
| 2014 | Requiem / Judas (Naxos)                     |
| 2016 | Os Dias Levantados / reed dig. Naxos        |
| 2016 | Verses and Nocturnes / reed. dig. Naxos     |
| 2017 | Monodia (reed. dig Warner)                  |
| 2017 | Magnificat / De Profundis (Warner)          |
| 2017 | Concerto para Violino (mpmp)                |
| 2018 | Six Portraits of Pain (OML- INCM)           |
| 2023 | Lamentos (Artway)                           |

## Lista de Obras

### Works for Ensemble
- NOTEBOOKS (2024)

for Large Ensemble
1fl, 2fl, 1ob, 1 cl, 2cl/bcl, 1fg 2fg/Ctfg, 1tp, 1cor, 1tbn, 2 perc., pf, Acc.
4 vln, 2 vla, 2 vlc, 1 cb;
Duration: 17'
Commissioned by: Festival Internacional de Música damPóvoa de Varzim
Published by: http://www.editions-ava.com
First Performance: Nuno Coelho, Ensemble de Música Contemporânea da PdV, 2024
| critic |
- COLLECTIONS AND TRANSLATIONS (…varianti…) Quarteto de Cordas nº 5 (2024)

for String Quartet
Duration: 17'
Commissioned by: Centro Cultural de Belém, 2004
Published by: http://www.editions-ava.com
First Performance: Quarteto Leipzig, 2024
| critic |
- SIX PORTRAITS OF PAIN (2005)

for Violoncello and Large Ensemble
alto fl, ob, cl, bcl, fg, tp, cor, tbn, 3 perc., pf, Cello Solo,
6 vln, 2 vla, 2 vlc, 2 cb;
Duration: 27'
Commissioned by: Casa da Música / Porto 2001
Published by: http://www.editions-ava.com
First Performance: Anssi Karttunen (violoncello) and Remix Ensemble, dir: Frank Ollu, Porto, 2005
| critic |
- MACHINES FICTIVES (pour Pierrot le fou) (2003)

for Ensemble
fl; ob; cl; bcl, fg; 2 perc; pf; vl I; vl II; vla; vlc; cb;
Duration: 12'
Commissioned by: Fundação Oriente
First Performance: OchestrUtópica, dir. Yu- Feng, Lisboa, 2003
- TRÊS VERSOS DE CAEIRO (1997)

for 12 instruments
fl; ob; cl, cor; fg;; pf; perc; vln I ; vl II; vla; vlc; cb
Duration: 10'
Commissioned by: Foundation Calouste Gulbenkian
First Performance: Ensemble Nuova Sincronia, dir. Renato Rivolta, Lisboa and Milano, 1997
| record |
- TRÊS QUADROS PARA ALMADA (1994)

for 10 instruments
fl, cl1, cl/clb, fg/cfg, tp, cr, tbn, pf, vln, vlc,
Duration: 17'
Commissioned by: Professional School of Music - Almada
First Performance: Soloists from Orq. Sinfónica Portuguesa, Lisboa
| record |
- ESTUDO/FIGURA (1990)

for 10 instruments
fl; cl; c.i.clb; vib/mar; cel/pf vln I vla; vlc; cb
Duration: 12'
First Performance: Performance: Ensemble RC, dir. Arie Van Beck, Amsterdam

### Works for Choir and Orchestra and Orchestral Music
- OSCURO (2022) for large orchestra

(3.3.3.3.) - (4.2.3.1)- 4 perc, hp.- (16.12.10.8.5)
Duration: 17'30
Comissioned by: Casa Da música
Published by: http://www.editions-ava.com
First Performance: Orq. Sinfonica do Porto Cada da Música, dir. Pedro Neves,
October 2022
Sala Guilhermina Suggia, Casa da Música
- SINFONIA (SUBJETIVA) (2019) for orchestra

(3.2.1.4 .2) - (4.2.2.1)- 4 perc, hp.- (8.6.4.4.2)
Duration: 24'
Comissioned by: Centro Cultural de Belém
Published by: http://www.editions-ava.com
First Performance: Orq. Metropolitana de Lisboa, dir. Pedro Amaral ,
March 2019
Grande Auditório do CCB

- MEMORIAL  (2018) for large orchestra

(3.2.1.4.2- 4.2.3.- 5 perc, .pno.- strings a large number))
Duration: 22'
Comissioned by: Fundação Saramago
Published by: http://www.editions-ava.com
First Performance: Orq. Metropolitana de Lisboa, dir. Jonas Abert,
April 2009
Grande Auditório do Culturgest
- CONCERTO PARA VIOLA  (2016) for Viola and Orchestra

(3.2.1.4.2- 4.2.3.- 2 perc. - strings medium number))
Duration: 22'
Comissioned by: Diemut Poppen and Goethe Institut
Published by: https://www.hofmeister-musikverlag.com/authors.html
First Performance: Orq. Gulbenkian, Jan Wierzba
September 2016
Ruínas do Igreja do Carmo, Lisboa

CONCERTO PARA VIOLINO  (2016) for Violin and Orchestra
(2.2.2.1.2 - 4-0.0.1.- 2 perc, Strings medium number)
Duration: 26'
Comissioned by: Centro Cultural de Belém
Published by: http://www.editions-ava.com
First Performance: Orq. Metropolitana de Lisboa, dir. Garry Walker
Feb, 2016
Grande Auditório do CCB

DE PROFUNDIS (2013) for Choir  a capella
Duration: 12'
Published by: http://www.editions-ava.com
First Performance:  Gulbenkian Choir,  dir. Paulo Lourenço ,
October 2018
Igreja de São Roque.

MAGNIFICAT (2013)
for Choir and Orchestra
(large instrumentation when possible)
Duration: 12'
Comissioned by: Culturgest
Published by: http://www.editions-ava.com
First Performance:  Gulbenkian Choir,  Orq. Metropolitana de Lisboa, dir. Cesário Costa ,
October 2013
Grande Auditório da Culturgest

REQUIEM (2012  for Large Choir and Symphony Orchestra (a 3)
Duration: 12'
Comissioned by: Fundação Gulbenkian
Published by: http://www.editions-ava.com
First Performance: Orq. Metropolitana de Lisboa, dir. Michael Zilm
Nov 2012
Grande Auditório da Fundação Gulbenkian
- AN IMPOSSIBLE TASK  (2009)

for small orchestra
(Strings 3 vlns 2 vlas, 3 vlc, 1cb e harpschord)
Duration: 12'
Comissioned by: Centro Cultural de Belém
Published by: http://www.editions-ava.com
First Performance: Orq. Metropolitana de Lisboa, dir. Michael Zilm
April 2009
Grande Auditório do CCB

UM DISCURSO DE THOMAS BERHARD (2007)
for speaker and orchestra
(2.2.2.2- 2.2.2.-1 perc, .hp.-6.6.4.4.2)
Duration: 12'
Comissioned by: Orquestra Metropolitana de Lisboa
Published by: http://www.editions-ava.com
First Performance: Orq. Sinfónica Portuguesa, dir. Michael Zilm ,
December 2007
Pequeno Auditório do CCB
- GRAFFITI [just forms] (2006)

for large orchestra
(3.3.3.1.3.1- 6.3.3.1-5 perc. pf.hp.-16.14.12.10.8)
Duration: 25'
Commissioned by: Teatro Nacional de São Carlos
Published by: http://www.editions-ava.com/store/work/8/
First Performance: Orq. Sinfónica Portuguesa, dir. Lothar Konigs, Março
2006, Grande Auditório do CCB
| critic |
- REENTERING (2004)

for orchestra and percussion obligato
(2.2.2.2. - 0.2.0.2. -1perc) (10.8.6.5.4)
Duration: 8'
Commissioned by: Teatro Nacional de S. Carlos
First Performance: Orq. Sinfónica Portuguesa dir. Donato Renzentti, Lisboa, 2004
| opinion |
- DUAS PEÇAS (1992-2000) - 1. Mechanical String Toys. 2. Nocturno-Diurno

for string orchestra
(8.6.6.6.5)
Duration: 15'
Published by: mic
First Performance: Orq. Nacional do Porto, dir. Cesário Costa, V.N. Gaia
- A IMPACIÊNCIA DE MAHLER (1999)

for orchestra
(2.2.2.2 - 4.2.0.0. 1 perc); (14.12.10.6.5)
Duration: 20'
Commissioned by: Foundation Calouste Gulbenkian
Published by: Fermata
First Performance: Orq. Gulbenkian, dir. Michael Zilm, Lisboa, 2001
- ACTING-OUT (1998 - 2000)

for piano, percussion and orchestra
(2. 2. 2. 1. 2 - 2. 2. 2. 2. 1. 2 perc); strings A (6.6.4.4.3); strings B (6.6.4.4.3)
Duration: 19 '
Commissioned by: Teatro Nacional de São Carlos
Published by: http://www.mic.pt/
First Performance: Orq. Sinfónica Portuguesa, dir. António Saiote.
Piano: Miguel Henriques, Percussion: Elizabeth Davies, Lisboa, 1998
| critic |
- GEOMETRAL (1988 - 2000) (withdraw-retirado)

for Orchestra (27 instruments)
Duration: 20'
Commissioned by: Foundation Calouste Gulbenkian
Published by: Donemus
First Performance: Orq. Gulbenkian, dir. Michel Tabachnik, Lisboa, 1989

### Música de Câmara / Chamber Musi
- LES OCTAVES, Sonata para 2 Pianos e Percussão (2013)

for 2 pianos and 2 percussionists
Duration: 14'
Commissioned by: Drumming
First Performance: Drumming, dir. Miguel Bernat, 2013
- QUARTETO DE CORDAS  nº 4 (2014) (RETIRADO/WITHDRAW)
- String Quartet
- Quarteto de Cordas VERAZIM, 2014

- QUARTETO DE CORDAS  nº 3 (2009)
- String Quartet
- Quarteto de Cordas de Matosinhos
- Instituto Superior Técnico de Lisboa
- DOIS VIOLINOS PARA CARLOS PAREDES (2003)

for 2 violins
Duration: 6'
Commissioned by: Movimentos Perpétuos
First Performance: Aníbal Lima e Pedro Pacheco, Lisboa, 2003
| record |
- STEP BY STEP, WOLFS! (2002)

for 6 percussionists
Duration: 6'
Commissioned by: Drumming
First Performance: Drumming, dir. Miguel Bernat, 2002
| critic |
- TRÊS ESTUDOS PARA 2 PIANOS (2000-2001)

for 2 pianos
Duration: 15'
Commissioned by:
Published by: http://www.editions-ava.com/store/work/8/
First Performance: Miguel Henriques, Ana Valente, Lisboa, 2001
| critic |
- TWO FAMILY DISCUSSIONS (2001)

for 2 trumpets
Duration: 6'
Commissioned by: International Music Festival of Mafra
Published by: Instituto Camões, 2003
First Performance: John Wallace, John Miller, Mafra, 2001
| record | | critic |
- QUATRO OU CINCO MOVIMENTOS FUGIDIOS DA ÁGUA (2001)

for clarinet trio (cl, vlc, pno)
Duration: 15'
Commissioned by: Festival Internacional de Música da Póvoa de Varzim
Published by: Quantitas, 2003; https://web.archive.org/web/20100620233406/http://www.eduardopatriarca.com/page10.htm
First Performance: Cl: António Saiote, Vlc: Jed Barahal, Pf: António Rosado, Póvoa de Varzim, 2001
| critic | record |
- SETE CANÇÕES DE ALBANO MARTINS (2000)

for barítone and piano
Duration: 18'
Commissioned by:
Published by: Fermata
First Performance: Paulo Ferreira, Jaime Mota, Porto, 2000
| critic | record |
- ESTUDOS E INTERLÚDIOS (2000)

for 6 percussionists
Duration: 25'
Commissioned by:
Published by: http://www.editions-ava.com/store/work/8/
First Performance: Drumming, dir. Miguel Bernat, Lisboa, 2000
| critic |
- TERCEIRO VERSO DE CAEIRO (1997)

for 4 instruments
Duration: 10'
Commissioned by: "Sven for Parlor"
First Performance: "Sven for Parlor", Athens, 1997
- NOVE CANÇÕES DE ANTÓNIO RAMOS ROSA (1995)

for voice e piano
Duration: 25'
Commissioned by: Encontros Primavera de Guimarães
Published by: Fermata
First Performance: Rui Taveira, Jaime Mota, Guimarães, 1995
| critic | record |
- NOCTURNO/DIURNO (1994)

for string sextet
Duration: 8'
Commissioned by: Câmara Municipal do Porto
First Performance: Sextuor L'Artois de Lille, Porto, 1994
| record |
- MONODIA - quasi un requiem (1993)

for string quartet
Duration: 15'
Commissioned by: Câmara Municipal do Porto para as Jornadas de Arte Contemporânea de 1993
Published by: http://www.mic.pt/
First Performance: Ensemble MusikFabrik, Porto, 1993
| critic | record 1 | record 2 |
- MECHANICAL STRING TOYS (1992)

for string orchestra
(8,6,6,4,3)
Duration: 6'
Commissioned by: Orquestra Metropolitana de Lisboa
Published by: http://www.mic.pt/
First Performance: Orq. Metropolitana de Lisboa,
dir. Miguel Graça Moura, Lisboa, 1992
- POETICA DELL ESTINZIONE (secondo mikhal serguieievitch) (1990)

for flute and string quartet
Duration: 6'
Commissioned by: Oficina Musical
First Performance: Oficina Musical,
dir. Álvaro Salazar, Porto, 1990
| record |
- CUT (1989 / rev.: 2004)

for saxophone quartet
alto/soprano; alto; tenor; baritone
Duration: 8'
Published by: https://web.archive.org/web/20110710171203/http://www.editions-ava.com/store/work/201/
First Performance: Quarteto de Saxofones de Lisboa, Lisboa, 1989

### Ópera, Oratória
- JUDAS (secundum Lucam, Joannem, Matthaeum et Marcum) (2002)

for Choir and Orchestra
Large Choir; (2.2.2.2.4.2.2.0. 1 perc); (12.10.8.8.6)
Duration: 30'
Commissioned by: Festival de Música Sacra de Viana do Castelo
Published by: https://web.archive.org/web/20110710171243/http://www.editions-ava.com/store/work/319/
First Performance: Choir and Orq. Gulbenkian
dir. Fernando Eldoro, 2002
- A LITTLE MADNESS IN THE SPRING (2006) (withdrawn for rev.)

chamber opera
3 singers; fl; ob; cl; Bcl; fg; tp; hn; tbn; 2 perc; harp; pf; vl I; vl II; vla; vln; cb;
Electronics by Carlos Caires and Antonio Pinho Vargas
Libreto: Paulo Tunhas
Duration: 32'
Commissioned by: Casa da Música
First Performance: Eduarda Melo, Matthew Bean, Ivan Ludlow
Remix Ensemble, dir. Franck Ollu, Lisboa, 1996
| critic | (withdrawn for rev.)
- OS DIAS LEVANTADOS (1998-rev. 2002)

opera
8 singers; Large Choir; (2.2.3.2 - 2.0.2.2 - 3 perc) ; Strings
Libretto: Manuel Gusmão
Duration: 105'
Commissioned by: Expo'98
First Performance: Orq. Sinfónica Portuguesa, Choir from Teatro Nacional de S. Carlos,
dir. João Paulo Santos, Lisboa, 1998
| critic | record critics | record |
- ÉDIPO - Tragédia de Saber (1996)

opera
4 singers; 32 choir; fl;fg; cl; ob; tp; tbn; 2 perc pf; vl I; vl II; vla; vln; cb;
Libretto: Pedro Paixão
Duration: 64'
Commissioned by: Culturgest
First Performance: Soilists from Orq. Sinfónica Portuguesa, Choir from Teatro Nacional de S. Carlos,
dir. João Paulo Santos, Lisboa, 1996
- ANCESTRAL E MUDO (1994)

choir a capella (withdrawn for rev.)
for 4 mixed choir
Duration: 5'
Commissioned by: Coro de Câmara de Lisboa
First Performance: Coro de Câmara de Lisboa,
dir. Teresita Gutierrez Marques, Lisboa, 1994
| record |

### Solo
- Políticas da Amizade (2010)

for vibrafone
Duration: 14'
Published by: manuscrito
First Performance: Miquel Bernat, Espinho, 2010
| critic |
- IL RITORNO (2002)

for harpsichord
Duration: 14'
Commissioned by: International Music Festival of Mafra
Published by: Instituto Camões, 2003
First Performance: Ana Mafalda Castro, Mafra, 2002
| critic |
- HOLDERLINOS (2001)

for piano
Duration: 26'
Commissioned by: International Music Festival of Coimbra
Published by: Partituras PortugalSom; www.dgartes.pt
First Performance: Miguel Henriques, Coimbra, 2001
| critic |
- LA LUNA (1996)

for guitar
Duration: 3'
Commissioned by: Cecilia Colien Honneger
Published by: Cecilia Colien Honneger Album; https://web.archive.org/web/20080920114718/http://www.editions-ava.com/store/category/88/
First Performance: Gabriel Estrahellas, Madrid, 1996
| record |
- MIRRORS (1989)

for piano
Duration: 9'
Commissioned by: Secretaria de Estado da Cultura
Published by: Musicoteca, 1994; Portuguese Music Information Centre
http://www.mic.pt/
First Performance: Paul Prenen, Amsterdam, 1990
| critic | record 1 | record 2 |
- TRÊS FRAGMENTOS (1987)

for clarinet solo
Duration: 5'
Commissioned by:
Published by: Oficina Musical, 1995 / 2ª Edition Ava Musical Editions (2019)
First Performance: António Saiote, Lisboa, 1987
| record |
- PEÇA (1983)

for flute solo
Duration: 4'
Commissioned by: Calouste Gulbenkian School of Braga
Published by:
First Performance: Olavo Tengner, Jorge Salgado, Braga, 1983
(withdrawn for rev.)

### Música para Filmes
- TEMPOS DIFÍCEIS (1988)

by João Botelho
- AQUI NA TERRA (1993)

by João Botelho
- CINCO DIAS, CINCO NOITES (1996)

by José Fonseca e Costa
- QUEM ÉS TU ? (2001)

by João Botelho
- O FASCÍNIO (2003)

by José Fonseca e Costa

### Outros Discos
- "Movimentos do subsolo - Quarteto de Cordas n.º 2 in Festival Internacional de Música da Póvoa de Varzim -  Quarteto Verazin
- "Três Fragmentos" Nuno Pinto - Clarinete Solo
- Três Fragmentos in LIGHT–DISTANCE, Portuguese Wind Quintets,  (2003, Deux-Elles; ref.: DXL 1084)
- Two Family Discussions in Royal Scottish Academy Brass, in JAZZI METAL  (2003, Deux-Elles; ref.: DXL 1087)
- ‘Dois Violinos para Carlos Paredes’ in MOVIMENTOS PERPÉTUOS – MÚSICA PARA CARLOS PAREDES  (2003, UNIVERSAL; polydor 9865391)
- Quatro ou Cinco Movimentos Fugidios da Água’ inFESTIVAL INTERNACIONAL DE MÚSICA DA PÓVOA DE VARZIM  (2003, NUMÉRICA; 1108)
- Mirrors’ in Madalena Soveral MÚSICA PORTUGUESA PARA PIANO – Anos 90  (2001, NUMÉRICA; 1097)
- Monodia quasi un requiem’ in Arditti String Quartet (2001, ETCETERA; KTC 1242)